# East Angus
East Angus es una ciudad de la provincia de Quebec, Canadá, ubicada en el municipio regional de condado de Le Haut-Saint-François, en la región administrativa de Estrie. Tiene una población estimada, en 2020, de 3.874 habitantes.
Hace parte de las circunscripciones electorales de Mégantic a nivel provincial y de Compton-Stanstead a nivel federal.

## Geografía
La localidad está ubicada en las coordenadas 45°29′05″N 71°39′00″O / 45.48472, -71.65000. Tiene una superficie total de 8,32 km², de los cuales 7,84 km² corresponden a tierra firme.

## Demografía
Según el Censo de Canadá de 2011, había 3741 personas residiendo en esta ciudad con una densidad de población de 472,7 hab./km². Los datos del censo mostraron que de las 3357 personas censadas en 2006, en 2011 hubo un aumento poblacional de 384 habitantes (11,4%). El número total de inmuebles particulares resultó de 1575 con una densidad de 3,33 inmuebles por km². El número total de viviendas particulares que se encontraban ocupadas por residentes habituales fue de 1551.